# Baitarani
Baitarani és un riu de l'Índia a Orissa. És el Styx de la mitologia hindú. Abans del 1947 servia de frontera entre els principats de Keunjhar i Morbhanj i entre el primer i el districte de Cuttack i entre aquest districte i el districte de Balasor.
Neix a les muntanyes Guptaganga, a Gonasika, al districte de Keonjhar, i corre a l'est; en una petita part forma la frontera amb Jharkhand. Entra a la plana i forma la zona deltaica d'Akhuapada. Després de 360 km de recorregut desaigua al golf de Bengala poc després d'haver-se unit al Brahmani per formar el Dhamra a la proximitat de Chandabali. Té 65 afluents, 35 per l'esquerra i 30 per la dreta i rega 42 blocks en 8 districtes. Els afluents principals són el Salandi o Salnadi i el Malai, i les principals ciutats a la seva riba són Anandapur, Olokh i Chandbali.
Hi ha algunes rescloses al riu i al seu principal afluent el Salandi, que serveixen per regar 61.920 hectàrees. Hi ha altres rescloses previstes per regar 1000 km². El riu provoca sovint inundacions com les del 2005 que van afectar els districtes de Jajpur, Keonjhar i Bhadrak.